# Masters Of The World: Geopolitical Simulator 3
Masters of the World — третья часть игры в линейке Geopolitical Simulator, продолжение игры «Правители наций. Геополитический симулятор 2», в котором игрок выступает в роли главы государства. В обязанности игрока входит как решение экономических проблем, так и социальных и военных. В режиме одиночной игры можно выбрать свободную игру и развивать страну по собственному желанию или же выбрать готовый сценарий, с определёнными задачами. В режиме многопользовательской игры упор делается на военную стратегию, где все решают военные действия.
Игра была анонсирована в ноябрьском Информационном бюллетене под кодовым названием «GPS-3». Игрокам, игравшим в GPS и GPS 2 предлагали пройти опрос, какие бы функции они добавили бы в игру.
19 декабря 2012 года был запущен официальный сайт игры, содержащий подробную информацию о возможностях игры, а также скриншоты игрового процесса. Французская и английская версии игры вышли 8 марта, на немецком языке игра вышла 11 апреля, а на испанском и итальянском — 17 апреля. Релиз в России состоялся — 24 мая, а дата выхода японской версии неизвестна.
| Русскоязычные издания | Русскоязычные издания |
| Издание               | Оценка                |
| --------------------- | --------------------- |
| Riot Pixels           | 66/100                |

## Нововведения и улучшения
- Режим выбора нескольких стран: игрок может управлять несколькими странами одновременно и изменять судьбу мира, разрабатывая различные стратегии.
- Новая более детализированная карта с подробными культурными зонами, различными типами лесов (широколиственными, сосновыми, тропическими), саванными, реками, городами, железными дорогами, нефте- и газопроводами, портами и аэропортами (с управлением рейсов), нефтяными танкерами, контейнеровозами, и многим другим.
- Углубленное управление долгом, в том числе вмешательство рейтинговых агентств, процентная ставка, переговоры с международными кредиторами, возможность подать прошение на получение кредита от МВФ или ЕС.
- Новые законы: национализация/приватизация хозяйственных предприятий, цены на товары, зарплата главы государства. Поощрение самоубийств с помощью врачей (эвтаназия), поддержка однополых браков, абортов, потребления наркотиков, проституции, права иностранных граждан голосовать на местных выборах.
- Игроки могут создавать свои международные организации и определять их тип (зона свободной торговли, валютный союз, военно-политические организации, страны-экспортеры), бюджет, географические области, подзаконные акты (система голосования, встреча с главами государств, общая политическая идеология…).
- ТВ-выступления: администрация президента может оправдать непопулярные предложения и успокоить людей с трибуны ООН, во время путешествия по стране, задействуя средства массовой информации.
- Новые строительные проекты: размещение трубопроводных сетей между странами для транспортировки нефти и газа, высокоскоростные линии электропоездов, портовые центры и аэропорты с гражданской авиацией, туризм и грузовые перевозки.
- Новые сценарии: «Спасение Греции» и пр.
- Режим Мировой симуляции доступен в мультиплеере.
- Новые игровые настройки: уровень террористической деятельности данной организации, вероятность природных и техногенных катастроф, реакция людей на непопулярные решения своего правителя, вероятность войны и уровень одобрения их народом (во всем мире или в выбранной стране).
- Интегрированная помощь в лице профессора геополитики, который объясняет основы политики, экономики, разведки, предупреждает игрока о проблемах, а также дает некоторые политические и экономические советы и рекомендации.
- Дерево технологий, интегрированное в дисплей, отображающее технологические открытия и пути исследований.
- Система оценок при подписании экономических контрактов.
- Подробные результаты выборов и опросов.
- Возможность группировать несколько законопроектов в комплексную реформу.
- Возможность проведения референдумов.
- Улучшенные диверсионные отряды.
- Поддержка Википедии для каждого из законов.
- Обновленная база данных на 1 января 2013 года.
- Обновленные лица глав государств.
- Новые организации: БРИКС, ГУАМ, Организация исламского сотрудничества, Боливарианский Союз, и так далее.
- Новые управляемые страны: Южный Судан, Люксембург, Мальта, Сингапур, Мальдивские острова, Кабо-Верде, Соломоновы Острова, Коморские острова, Тринидад и Тобаго и Барбадос.

## Издание 2014 Edition
С помощью дополнения Геополитического симулятора выпуска 2014 года игрок может осуществлять симуляцию с новыми данными, установленными на 1 января 2014 года. Кроме того, благодаря режиму игры «God’n Spy» игрок может в любой момент изменять ключевые показатели и создавать события.
Дополнение Геополитического симулятора выпуска 2014 года предоставляет вам обновленные данные по ситуации в мире на 1 января 2014 года.
- глобальные экономические и финансовые данные: бюджеты государств, дефицит бюджета, государственный долг, рейтинги финансовых агентств, уровни безработицы, валютные взаимоотношения, увеличение национального производства, показатели роста, уровни инфляции, процентные ставки…;
- геополитические данные: переписи населения, новые лидеры, новые политические режимы и представительства в парламентах, новые стратегические отношения между странами, новые участники Совета Безопасности ООН;
- новые персонажи с лицами в 3D: новые лидеры государств, обновленная информация о правительствах Германии, Италии и Японии… Персонаж первой леди Франции был удален, а также был создан новый персонаж французской актрисы — которую может соблазнить глава Франции;
- календарь с большим количеством крупных событий в мире.

### Режим игры «God’n Spy»
Используя этот режим игры, игрок может в любой момент получить доступ к внутренним спрятанным переменным игрового движка, изменять определенные переменные, а также создавать и удалять события. 
Список переменных для изучения:
- идеологическая координация вашего персонажа (главы государства) с вашим правительством и политической партией;
- ваш уровень активности (по мнению общественности);
- список тем, которые вы адресовали;
- политические тенденции других глав государств;
- уровень диктатуры в других государствах;
- уровень ответственности враждующих групп, вовлеченных в конфликт;
- политический уклон и значение в избирательном процессе любого персонажа;
- предпочитаемая тема любого персонажа;
- степень серьезности бедствия, беспорядков и террористической атаки;
- анализ экономического соглашения перед его утверждением;
- подробные данные относительно выбора электората, как будто в этот самый день были проведены выборы.

Список изменяемых переменных: 
- дополнительные доходы, позволяющие реализовать незапланированные идеи;
- ваша популярность;
- ваше здоровье;
- экономические и стратегические взаимоотношения между странами;
- уровень популярности любого персонажа;
- верность персонажа по отношению к вашему персонажу (главе государства);
- для любого персонажа: уровень опыта, харизматичность, здоровье, позитивные прогнозы, политические интересы; моральная позиция, степень влияния, уровень защиты, а также устойчивость к алкоголю;
- отклонение или утверждение любого национального законопроекта или предложения о международном вмешательстве от ООН;
- количество военных единиц (для всех видов оружия);
- возможность немедленного завершения строительных проектов;
- возможность мгновенного успеха в работе секретных служб или агента 001;
- если вы проиграете в одном туре, возможность продолжения игры с новым лидером государства.

Список событий, которые можно создавать, прекращать и удалять: 
- скандалы, связанные с каким-либо персонажем;
- стихийные бедствия;
- беспорядки;
- вооруженные конфликты с выбором победителя и уровня ответственности враждующих сторон;
- террористические акты (нападения, захват заложников).